# Alex
Alex este un prenume care se poate referi la:
- Alex Caffi
- Alex Christensen
- Alex D. Linz
- Alex Ferguson
- Alex Fletcher
- Alex Goldfarb
- Alex Hepburn
- Alex Hirsch
- Alex James
- Alex Jones
- Alex La Guma
- Alex Lee
- Alex Lifeson
- Alex Massie
- Alex Mica
- Alex Mihai Stoenescu
- Alex Mucchielli
- Alex North
- Alex Nyarko
- Alex Oxlade-Chamberlain
- Alex Pettyfer
- Alex Proyas
- Alex Riley
- Alex Rodrigo Dias da Costa, fotbalist brazilian
- Alex Shnaider
- Alex Smith (politician)
- Alex Soler-Roig
- Alex Song
- Alex Ștefănescu
- Alex Tocilescu
- Alex Turner (muzician)
- Alex Velea, cântăreț român
- Alex Warren
- Alex Vincent
- Alex Webster
- Alex Yoong

## Denumiri geografice
- Alex, Haute-Savoie